# Guerras bizantino-lombardas
Las guerras bizantino-lombardas o guerras romano-lombardas fueron una prolongada serie de conflictos ocurridos entre 568 y 751 al norte de la península itálica, enfrentado al Imperio Romano de Oriente y al Reino Lombardo. Éstas comenzaron con la invasión de la llanura Padana por el rey lombardo Alboino, con el interés de expulsar la reminiscencia imperial romana. Finalizaron con la derrota de los romano-orientales, ya que los lombardos pudieron asegurar su dominio sobre el norte italiano y progresivamente conquistar todo el exarcado de Ravena, haciendo que Constantinopla renuncié a sus intereses de resucitar a la Italia romana.

## Antecedentes

### Bizancio en Italia
El 13 de agosto de 554, el emperador Justiniano I promulgaba la pragmatica sanctio (pro petitione Vigilii), «sanción pragmática a pedido del papa Vigilio», la península itálica volvía a ser dominio romano, aunque el territorio no estaba completamente pacificado. Con ella, el Justiniano I extendió la legislación imperial por toda Italia y reconociendo las concesiones implementadas por los anteriores reyes ostrogodos, con la excepción de Totila, cuya política social fue anulada, llevando al restablecimiento de la élite senatorial. También se comprometieron fondos para la reconstrucción de las obras públicas dañadas por la guerra o la educación, corregir abusos en la recaudación de impuestos.
El general eunuco Narsés permaneció en la península con poderes extraordinarios reorganizando el aparato militar, fiscal y administrativo. Para defender la reciente conquista, estableció 4 comandos militares en Forum Iulii, Tridentum, Como y en un paso entre los Alpes grayos y cocios. Italia fue organizada en una prefectura del pretorio dividida en dos diócesis, y éstas a su vez en provincias. Sin embargo, Sicilia y Dalmacia quedaron fuera; la primera quedó a cargo de un pretor directamente nombrado por Constantinopla, y la segunda fue agregada a la prefectura de Iliria. Entre tanto, Córcega y Sardinia formaban parte de la prefectura africana desde la guerra vándala.

Mapa del reino de los lombardos (azul) en 526 con las fronteras actuales, ocupando la mayoría del actual territorio de Eslovaquia. Se pueden ver sus vecinos eslavos (amarillo), gépidos (rojos) y ostrogodos (verde).

Aunque fuentes propagandísticas anuncian el renacimiento de la Italia próspera prebélica, la realidad era muy distinta con el fracaso de Justiniano I de combatir el abuso fiscal y la incapacidad de reconstruir las ciudades medio destruidas, a pesar de los esfuerzos de Narsés y subordinados. En una carta de 556, el papa Pelagio I se quejaba de las condiciones del campo: «tan desolado que nadie puede recuperarse». Roma también estaba en completo declive, e incluso el Senado romano comenzó una decadencia que acabaría en su definitiva disolución a comienzos del siglo VII.
El gobierno bizantino en el territorio italiano se caracterizó por una fuerte carga fiscal que recayó sobre la población, fruto de la naturaleza misma de su sistema impositivo, heredero del romano. Era el iugatio-capitatio establecido por Diocleciano, que determinaba de antemano cuánto tenía que pagar cada ciudadano, sin tener en cuenta guerras, pestes o sequías; solo en el caso de un gran desastre se reducía temporalmente la carga fiscal en la provincia afectada. Además, el Imperio estaba muy necesitado de dinero en aquella época, tanto por las largas guerras como por la peste de Justiniano, que habían agotado sus arcas. Los funcionarios corruptos solo agravaban la situación, buscando enriquecerse a expensas de la población cobraban aún más tributos. A pesar de los esfuerzos de Justiniano I, el fenómeno siguió y en una epístola, el papa Gregorio Magno se quejó ante Constantina, consorte del Mauricio, de las inequidades cometidas por cobradores de impuestos en Corsira: «Por lo tanto, resulta que los propietarios de esta isla, que abandonan la república piadosa, se ven obligados a tomar refugio con la nación más malvada de los lombardos».

### Razones de la invasión lombarda

Mapa de las conquistas lombardas (azul) en Italia al morir Alboino (572). En naranja los territorios que aún conservaban los bizantinos.

Según Pablo el Diácono, los habitantes de Roma se quejaron ante el emperador Justino II del gobierno de Narsés con estas palabras: «Sería ventajoso para los romanos servir a los godos en lugar de a los griegos donde sea que el eunuco Narsés gobierne y nos oprima con esclavitud, y de estas cosas nuestro emperador más devoto es ignorante: o libéranos de su mano o seguramente traicionaremos la ciudad de Roma y nosotros mismos a los paganos». A lo que el general respondió con: «Si he sido malo con los romanos, sé duro conmigo». Debido a esto, el emperador removió a su subordinado y lo remplazó con el prefecto Longino.
El general se retiró a Neapolis y acorde a Pablo el Diácono escribió a los lombardos de Panonia invitándolos a hacerse con la riquísima Italia. Sin embargo, historiadores modernos indican que esto es un mito sin fundamento. Es mucho más probable que los lombardos migraran por la presión que sufrían a manos de los ávaros. Algunos autores como Christie creen que Narsés pudo invitar a los lombardos a instalarse en el norte italiano como foederati, para proteger la zona de los francos, pero el acuerdo pudo ser repudiado por el emperador después de remover al general.

## Fuerzas enfrentadas

### Lombardos
Es imposible determinar el número exacto de inmigrantes y los historiadores modernos han dado un sinfín de estimaciones. Pablo el Diácono dice que Alboino tenía «un gran número de seguidores» y el único número que da son los 20 000 guerreros sajones, fieles aliados de los lombardos, que los siguieron con sus esposas e hijos. Esto fue aprovechado por los francos para instalar en las tierras sajonas a sus propios aliados, como los suevos. Se menciona la presencia de contingentes de gépidos, búlgaros, sármatas, romanos en Panonia y Nórica, suevos y otros, quizás hérulos, turingios o eslavos. Estos pueblos se llevaron a sus familias y posesiones con ellos.

Mapa de las conquistas lombardas hasta 575 (azul), por los duques Faroaldo I y Zottón. Territorios bizantinos en naranja.

Estos datos permitieron al historiador alemán Wilfried Menghin calcular que la horda debía sumar entre 150 000 y 200 000 almas, incluyendo unos 30 000 a 40 000 varones adultos capaces de luchar, y que los sajones debían sumar unas 40 000 personas y los lombardos probablemente el triple. En cambio, el austríaco Walter Pohl reduce el grupo a 100 000 seres humanos. Este último se asemeja al alemán Michael Borgolte, quien, basado en los estudios de Herwig Wolfram sobre los godos, Die Goten (2001), cree que pudieron ser 50 000 a 100 000 gentes, destacándose 15 000 a 20 000 guerreros. El historiador británico Neil Christie da un amplio margen entre los 150 000 y 500 000, mientras que el italiano Stefano Gasparri es más escueto con 100 000 a 300 000. El historiador y arqueólogo británico Malcolm Todd dijo: «más de 100 000 y quizás tantos como 150 000». En estos números coincide con su colega alemán Jörg Jarnut. El arqueólogo y antropólogo húngaro István Kiszely creía que la estimación del austriaco Emmerich Schaffran en Geschichte der Langobarden (1938) «parece la más realista»: 50 000 gentes, de las que 15 000 eran hombres adultos.
Por último, el político e historiador italiano Giuseppe La Farina admitió que tantos guerreros sajones equivaldrían a 80 000 a 100 000 personas en total. En su opinión, querían instalarse en la península como un grupo independiente, por ello «es probable que sus números no fueran excesivamente inferiores a aquellos de los Lombardos». En cuanto a estos últimos, recuerda una canción de Gothland Scald en la que se menciona una de sus primeras migraciones y donde usaron 70 barcos para transportar a sus guerreros. Considerando que cada barco germano de la época podía llevar cien hombres, esto sumaría 7000 hombres, lo equivalente a 35 000 seres humanos, «una tribu pequeña». Probablemente crecieron rápidamente, en especial después de incorporar a los gépidos, con los que seguramente duplicaron su población. Por ello La Farina afirma que bien podían ser 100 000 personas, equivalentes a 20 000 combatientes, tantos como sus aliados. En total, la horda de Alboino bien podía sumar 40 000 a 50 000 guerreros en la mente del italiano.

### Bizantinos
En cuanto a los ejércitos romanos, el historiador Agatías menciona que debían sumar unos 150 000 hombres, como mucho, repartidos por África, Italia, Hispania, Lázica, Egipto y la frontera oriental con los sasánidas. Este número es de 559 aproximadamente y es usado como contraste con el ejército romano del siglo IV, que el mismo autor estima en 645 000 efectivos, aunque incluían a todos los ejércitos fronterizos en Oriente y Occidente y los contingentes de las flotas. Se desconoce si incluía a las guarniciones fronterizas o no, porque desde 550 esas unidades no se contaban como soldados regulares.
| Fuerzas bizantinas: Estimación del profesor inglés especialista en Bizancio, Warren Treadgold, para mediados del siglo VI. |           |                                                               |
| Unidad | Fuerzas   | Territorios                                                   |
| «Presencia del emperador I»                                                                                                | c. 20 000 | Prefectura del pretorio de Oriente (Asia)                     |
| «Presencia del emperador II»                                                                                               | c. 20 000 | Prefectura del pretorio de Oriente (Ponto)                    |
| Ejército de Armenia | c. 15 000 | Prefectura del pretorio de Oriente (Armenia Inferior)         |
| Ejército del Este | c. 20 000 | Prefectura del pretorio de Oriente (Egipto y Oriente)         |
| Ejército de África | c. 15 000 | Prefectura del pretorio de África (África, Corsira y Sardina) |
| Guarnición en Hispania | c. 5000   | Prefectura del pretorio de África (Spania)                    |
| Ejército de Italia | c. 20 000 | Prefectura del pretorio de Italia                             |
| Ejército de Iliria | c. 15 000 | Prefectura del pretorio de Iliria                             |
| Ejército de Tracia | c. 20 000 | Prefectura del pretorio de Oriente (Tracia)                   |

Agatías reconoce que las fuerzas en Italia (y África) se habían reducido debido a que el emperador había dejado de pagarles en 545. También dice que en 554, durante la batalla del río Volturno, Narsés enfrentó con 18 000 soldados a 30 000 francos y alamanes. Estos no podían ser todos los hombres que tenía Constantinopla en la península, pues el general debió dejar guarniciones en las ciudades que iba ocupando. Probablemente alcanzando los 20 000 efectivos, muchos de ellos refuerzos traídos de África, pretoria más pequeña y defendible.
En cuanto a los ejércitos de campaña. Siendo fiel a Agatías, Treadgold cree que no podían pasar los cincuenta millares, pero solo en el frente oriental. A la vez, nota que todas las cifras dadas por estudiosos antiguos son divisibles por cinco mil y apoyándose en el emperador Mauricio, quien decía que en un ejército de tres divisiones ninguna debía pasar los seis o siete mil efectivos, cree que las divisiones de batalla usuales debían ser de 5000 soldados y los ejércitos de campaña de unos 15 000.
En cuanto a la marina, Procopio de Cesarea menciona que la expedición de Belisario contra los vándalos en 532 contaba con 500 transportes que llevaban 30 000 marineros egipcios, jonios y cilicios, y 92 dromones de guerra con 2000 hombres que servían como soldados y remeros. Esta fue la mayor fuerza naval de su época y parecía que aún hubiera algunas tripulaciones libres, pero probablemente estaban cerca del total de la marina.

## Invasión lombarda

### Partida

Mapa de las conquistas lombardas en Italia hasta la muerte de Agilulfo en 615 (azul). En naranja los territorios del exarcado bizantino.

Alboino partió de Panonia el 2 de abril de 568, pero antes firmó un tratado con los ávaros a través del cual estos últimos ocuparían Panonia pero en caso de derrota, podría volver a reclamar sus tierras. El acuerdo entre ambos fue muy éxitoso, pues garantizaba que los bizantinos no podrían atacar por tierra desde Iliria y las relaciones entre lombardos y ávaros se mantuvieron amigables de forma casi ininterrumpida por dos siglos.
La migración comenzó el lunes de Pascua, como señal que gozaban con el favor divino. Debe aclararse que Alboino se había convertido recientemente al arrianismo y había numerosos misioneros ostrogodos arrianos en su corte. Es probable que su conversión se debiera a razones políticas y haya intentado generar cohesión entre los migrantes distinguiéndolos de los nativos católicos. También le generó el apoyo de los ostrogodos que servían a los bizantinos como foederati. Esto ha llevado a algunos autores a preguntarse si Alboino entró en Italia por petición de los nobles ostrogodos.
La temporada para salir de Panonia fue inusualmente temprana, ya que los pueblos germanos solían esperar al otoño para cosechar y reponer sus reservas antes de moverse. Tal apuro pudo deberse a la ansiedad causada por los ávaros, a pesar del tratado. Los pueblos nómadas como los ávaros también esperaban al otoño para moverse, cuando hay suficiente forraje para sus caballos. Esta ansiedad pudo ser la causa de que devastara Panonia, creando una zona de seguridad entre lombardos y ávaros.
La ruta y la duración de marcha son objeto de debate. Christie cree que los bárbaros se dividieron en varios grupos, con una vanguardia explorando el camino, probablemente siguiendo por la ruta Poetovio-Celeia-Aemona-Forum Iulii, mientras los vagones y la mayoría de las personas avanzaban lentamente con sus posesiones y posiblemente esperaron a los sajones para que se sumaran durante la marcha. En septiembre de 568 sus incursores saquearon el Véneto, pero solo en 569 cruzaron los Alpes julianos por el valle de Vipava. El abad Segundo de Trento, autor de una Historia de los longobardos que sirvió de fuente a Pablo el Diácono, fue testigo ocular de la migración y fecha el cruce en el 20 o 21 de mayo. Sin embargo, Jarnut cree que la mayoría del Véneto fue conquistado en 568, y el italiano Carlo Guido Mor dice que es muy difícil explicar porque Alboino llegó a Mediolanium en septiembre si cruzó los Alpes en mayo.

### Fundación del ducado de Forum Iulii
Los lombardos entraron en Italia sin encontrar resistencia de las tropas fronterizas, los milities limitanei. Los recursos militares bizantinos en la zona eran escasos y de dudosa lealtad, y muchos fuertes fronterizos podían carecer de guarnición. Las excavaciones arqueológicas no han encontrado signos de confrontación violenta en los sitios excavados. Esto coincide con el relato de Pablo el Diácono: «Cuando Alboino entró sin obstáculos en el territorio del Véneto».
La primera ciudad que cayó fue Forum Iulii, sede del magister militum local. Alboino eligió esta urbe amurallada cerca de la frontera para ser capital del ducado de Friul e hizo a su sobrino y escudero, Gisulfo I, duque de la región, con el deber de defender las fronteras orientales de ataques ávaros o bizantinos. Gisulfo obtuvo el derecho a elegir los farae o clanes familiares que podían asentarse en su dominio.
La decisión del rey de crear un ducado fue una importante innovación: hasta entonces, los lombardos no habían tenido duques centrados en una ciudad amurallada. Fue una adaptación tomada de los medios administrativos de romanos y ostrogodos, como en la Antigüedad tardía surgió la figura del comes civitatis, «conde de la ciudad», principal autoridad local con poderes administrativos sobre su región. El paso de conde (comes) a duque (dux) y de condado (comitatus) a ducado (ducatus) también señala la progresiva militarización de Italia. La selección de una ciudad fortificada como centro para el nuevo ducado también fue un cambio importante desde la época en Panonia, ya que los asentamientos urbanizados habían sido previamente ignorados por los lombardos, ahora una parte considerable de la nobleza se instaló en el Forum Iulii, un patrón que los lombardos repitieron regularmente en sus otros ducados.

### Conquista de Mediolanium
Desde Forum Iulii Alboino avanzó a Aquileya, principal cruce de vías en el nordeste italiano y capital administrativa del Véneto. Su inminente llegada provocó que el patriarca Paulino I y todo el clero huyeran a la isla bizantina de Grado. Desde ahí siguió la Vía Postumia y se hizo en rápida sucesión con Tarvisium, Vicentia, Verona, Brixia y Bergomum. Los lombardos solo tuvieron dificultades en tomar Opitergium, que Alboino prefirió evitar como todas las ciudades cercanas a la Vía Annia: Altinum, Patavium, Mons Silicis, Mantova y Cremona. La conquista del Véneto provocó oleadas de refugiados, usualmente guiados por sus obispos, desde el interior controlado por los lombardos hacia la costa dominada por los bizantinos, fundándose ciudades como Torcello y Heraclea.
Luego siguió al oeste, invadiendo Liguria y llegando a Mediolanium, su capital, el 3 de septiembre de 569, solo para encontrarse con que el vicarius Italiae, «vicario de Italia», autoridad encargada de administrar la Italia annonaria, había huido a Genua. El obispo Honorato, su clero y laicos acompañaron al vicarius. Alboino empezó a contar los años de su reinado desde su captura de Mediolanium, momento en que se proclamó dominus Italiae, «señor de Italia». Este éxito significó el colapso definitivo de las defensas bizantinas al norte del río Po y una enorme marea de refugiados que huyeron a tierras bizantinas.

### Conquista de Ticinum

Mapa de las conquistas lombardas en Italia hasta la muerte de Rotario en 652 (azul). En naranja los territorios del exarcado de Rávena.

La primera resistencia a la invasión se dio en Ticinum, que Alboino empezó a asediar en 569 y capturó tres años después. La estratégica villa estaba en la confluencia de los ríos Po y Tesino, y conectada por vía fluvial con Rávena, capital de la Italia bizantina. Su caída aisló las guarniciones de los Alpes Marítimos de la costa adriática. Poseía fábricas de armas, graneros y una población estimada de 10 000 personas. Los invasores, muy numerosos, carecían de habilidades para tomar una ciudad amurallada y ante toda resistencia solo podían asediarla para rendirla por hambre. Ticinum cayó en mayo o junio de 572; mientras tanto, la capital lombarda fue Verona, estando allí su rey y el tesoro real en un palacio construido por Teodorico; sin duda, era una medida para intentar vincularse a los reyes ostrogodos.
Para mantener la iniciativa, en 570 Alboino tomaba las últimas defensas del norte italiano, excepto las costas de Liguria y el Véneto y algunos centros interiores aislados como Augusta Praetoria, Segusio y la isla Amacina en el lago Lucus. Durante su reinado los lombardos cruzaron los Apeninos y saquearon Tuscia, pero no hay acuerdo entre los historiadores si fue bajo su guía y si fue algo más que una incursión. Wolfram dice que solo en 578-579 la Toscana fue conquistada, pero Jarnut y otros creen que esto comenzó de alguna forma con Alboino, aunque no se completó hasta después de su muerte.
El rey lombardo tuvo problemas para controlar a su gente durante el asedio de Ticinum. La naturaleza de su monarquía dificultaba que un gobernante ejerciera el mismo grado de autoridad sobre sus súbditos que había ejercido Teodorico sobre sus godos, y la estructura del ejército otorgaba una gran autoridad a los comandantes o duces militares, que dirigían su propia banda (fara) de guerreros. Además, las dificultades para construir una entidad política sólida resultaba de una falta de legitimidad imperial, ya que no entraron en Italia como foederati, como hicieron los ostrogodos, sino como enemigos enemigos del Imperio.
La desintegración de su autoridad sobre su ejército también se manifestó en una invasión a la Borgoña franca, que desde 569 o 570 estuvo sujeta a incursiones anuales a gran escala. Los ataques lombardos pero tuvieron consecuencias duraderas, agriando las relaciones tradicionalmente cordiales entre francos y lombardos y abriendo la puerta a una alianza entre los primeros lo Constantinopla, la que fue acordada por Gontrán I hacia 571. Generalmente se cree que Alboino no estuvo detrás de esta invasión, pero una interpretación alternativa de las incursiones transalpinas presentada por Gian Piero Bognetti dice que el rey estuvo involucrado en el ataque por una alianza con el rey franco Sigeberto I de Austrasia. Esta visión es vista con escepticismo por parte de académicos como Chris Wickham.
El debilitamiento de la autoridad real también puede haber resultado en la conquista de gran parte del sur de Italia por parte de los lombardos, en la que los eruditos modernos creen que Alboino no jugó ningún papel, probablemente teniendo lugar en 570 o 571 bajo los auspicios de caudillos individuales. Sin embargo, no es seguro que la toma de Lombardía ocurriera durante esos años, ya que se sabe muy poco de los respectivos ascensos al poder de Faroaldo y Zottón en Spoletium y Beneventum.

### Magnicidio

Mapa de las conquistas lombardas en Italia hasta la muerte de Liutprando en 744. Los territorios bizantinos en naranja.

Gregorio de Tours cuenta que cuando su esposa Clodosvinta murió, Alboino había elegido como nueva mujer a Rosamunda, hija del rey gépido Cunimundo, quien había sido vencido y muerto por el monarca lombardo. Por ello, Rosamunda siempre odió a su esposo y a la primera oportunidad lo asesinó. En cambio, afirma Mario de Avenches que la reina se confabuló con un tal Hilmegis, hombre cercano al rey. Ambos magnicidas se casaron luego pero tuvieron que huir a Rávena, llevándose el tesoro real y parte del ejército. Este autor, que escribió apenas una década después del homicidio, es considerado la fuente más confiable.
Según Pablo el Diácono la había forzado a beber de la calavera de su padre, convertida en copa, durante un banquete en Verona. La reina, en convivencia con su amante Helmiques le asesinaron en convivencia con Peredeo, guardia real. Como Helmiques fracasó en hacerse con el trono, los amantes huyeron a Rávena, llevándose a Albsuinda, hija del asesinado, y el tesoro real. En territorio bizantino, el prefecto Longino convenció a Rosamunda de matar a su amante, y ella le ofreció una copa envenenada. Helmiques se dio cuenta de lo que bebió y la forzó a beber, así ambos murieron. Albsuinda, Peredeo y el tesoro fueron enviados a Constantinopla, donde el emperador decidió ejecutar al traicionero guardia.

## Duques autónomos

### Causas del éxito
Los estudiosos actuales consideran una serie de factores a la hora de explicar la fácil conquista del norte italiano, como la escasez de tropas bizantinas en la zona; la falta de un general competente tras el retiro de Narsés; la probable deserción de las unidades ostrogodas que pudieron abrir las puertas de muchas ciudades; la alienación de los italianos con la política religiosa de Constantinopla en el Cisma de los Tres Capítulos; una plaga seguida de una hambruna que debilitaron a los bizantinos; la prudencia de los oficiales defensores que se negaban a atacar a los lombardos, temerosos de ser destruidos en batalla y expectantes que los germanos se retiran después del saqueo; y posiblemente, según algunos autores, los bizantinos mismos los invitaron a instalarse como foederati para defenderse de los francos. Sin embargo, los autores coinciden en que la causa principal fue que los bizantinos no consideraban a Italia una parte vital de su imperio, especialmente cuando debían enfrentar invasiones de ávaros, eslavos y sasánidas. La decisión bizantina de no disputar la invasión lombarda refleja el deseo de los sucesores de Justiniano de reorientar el núcleo de las políticas del Imperio hacia el este.
Para los bizantinos, la invasión generó graves pérdidas en el ejército, pues muchos fuertes se perdieron y las guarniciones no fueron reemplazadas. Lo que forzó a Tiberio II en 581 a enlistar 15 000 foederati; Evagrio multiplica el contingente por diez, pero se considera una exageración. Gracias a esto, el ejército bizantino pudo mantenerse en aproximadamente el mismo tamaño (150 000) hasta 602, cuando empieza su última guerra con los sasánidas.

### Anarquía

Mapa de las conquistas lombardas en Italia hasta 751 con Astolfo (azul). El territorio aún bizantino en naranja.

Tras esto, los lombardos eligieron como rey a Clefi, un poderoso noble que fue asesinado por un sirviente después de año y medio de gobierno. Luego hubo una década (574-584) en que no hubo rey, sino que cada duque lombardo se mandó de completamente independiente, destacando Zaban en Ticinum, Wallachi de Bergamum, Alichis de Brixia, Euin de Tridentum, Gisulfo de Forum Iulii y otros 30 menores. En cambio, el Origo Gentis Langobardorum dice que Clefi, duque de Beleos (en Reggio Emilia), gobernó por dos años y la división entre los duques duró doce.
Durante este período algunos duques atacaron la Galia. Invadieron la Provenza, destruyendo un ejército burgundio liderado por Amato, un noble local leal a Gontrán I. pero fueron repelidos por la victoria de Ennio Mummolo en Ebredunum, donde los burgundios los rodearon y bloquearon su retirada cortando árboles. Luego hubo un combate donde la mayoría de los invasores murió y algunos sobrevivientes fueron enviados a Gontrán I. Poco después, los sajones que habían acompañado a Alboino entraron en la Galia desde Italia saqueando todo a su paso y se instalaron en la villa Establon, cerca de Mustiascalmes. Mummolo se enteró y los atacó, haciendo una gran matanza. Los sajones prefirieron dar regalos al noble y retirarse a Italia. Pero pronto planearon llegar al reino de Sigeberto I para conseguir su ayuda en el regreso a su hogar, pues estaban hartos que los lombardos les dieran órdenes y no los dejaran vivir acorde a sus leyes. Se dividieron en dos grupos, uno entró por Nicea y el otro por Ebredunum. El segundo se retiró a Italia por lo difícil del camino, pero el primero llegó hasta el Rhodanus, donde se encontraron con una gran hueste congregada por Mummolo. Temerosos, los sajones le pagaron y pudieron entrar a Austrasia, cuyo monarca les ayudó a volver a casa. Sin embargo, se encontraron con el territorio ocupado por los suevos. Los sajones les advirtieron que los destruirían de no irse voluntariamente, pero los nuevos ocupantes se negaron y en cambio, les ofrecieron un tercio de las tierras. Como los sajones dijeron que no, los suevos les ofrecieron la mitad y luego dos tercios, pero ambas ofertas fueron rechazadas. Se produjo una gran batalla en la que los sajones fueron derrotados al coste de 20 000 vidas, mientras sus rivales apenas sufrieron 480 bajas. Seis mil sajones sobrevivientes juraron no cortarse el pelo ni la barba hasta vengar su derrota.
Hacia 575, los duques lombardos Amo, Zaban y Rodano atacaron Ebredunum por Machoavilla, Die vía Valence y Gratianopolis respectivamente. Mummolo reaccionó y atacando al tercero mientras asediaba su objetivo, masacrando a la mayoría de los lombardos y forzando al duque, herido por una lanza, a refugiarse con Zaban, quien sitió Valence. Ambos duques trataron de retirarse a Ebredunum, pero Mummolo los venció con un gran ejército y se retiraron a Secusium. Cuando Amo se enteró inició su propia retirada a Italia, pero al tener que cruzar los Alpes en invierno tuvo que abandonar la mayoría de su botín.
Poco después, los francos de Chramnichis se aproximaron al fuerte de Anagnia, cerca de Tridentum, pero el conde Ragilo de Lagartis y sus lombardos se les adelantaron, saqueando el lugar. Sin embargo, durante el camino de retorno fueron interceptados en los «campos de Rotaliano» (confluencia del Noce con el Adigio) por Chramnichis, muriendo el conde y la mayoría de sus hombres. Los francos pasaron a devastar la región hasta que el duque local, Euin, venció y mató a su líder en Salorno, recuperando lo robado.
En la misma época los lombardos asediaron Roma, pero el papa Benedicto I consiguió resistir a pesar de la devastación de la campiña, la peste y hambruna gracias al envío de granos egipcios por Justino II. Poco después, en 579, Benedicto fue sucedido por Pelagio II, quien también permaneció encerrado sin poder salir.

## Reinado de Autario

### Entronización
Finalmente, en 584 o 585, los lombardos eligieron a Autario, hijo de Clefi, como su nuevo monarca. Sucedía que el rey franco Childeberto II de Austrasia se había aliado con el emperador bizantino Mauricio, y ante la amenaza por ambos flancos acogieron reinstalar una nueva autoridad central. El nuevo rey recibió el ducado de Ticinum, usualmente reservado al monarca, y la mitad de las recaudaciones de los demás ducados para constituir un poderoso ejército. Él adoptó el nombre de «Flavio» para conectar simbólicamente con los emperadores romanos, algo hecho por Odoacro y Teodorico, resultando en un intento de legitimación de su gobierno frente a todos los italianos, no solo los lombardos. Entre tanto, Mauricio le pagó 50 000 sólidos de oro a Childeberto II a cambio de invadir Italia, pero Autario usó su hábil diplomacia para convencerlo de no hacer nada. Cuando Constantinopla le exigió el retorno del dinero, el monarca franco ni siquiera respondió.
Pero la pérdida de autonomía no le gustó a todos los duques, y Droctulfo se rebeló en Brexillus. Autario puso bajo asedio la ciudad pero el jefe rebelde logró escapar a Rávena. El historiador del siglo XVI, Bonaventura Angeli, dice que viendo todo perdido, el duque Droctulfo hizo una salida sorpresa y rompió las líneas de asedio para huir. La urbe fue tomada y saqueada y el rey hizo la paz con el exarca bizantino Esmaragdo por tres años. Antes de firmar el tratado, el duque ayudó al exarca a construir una flota y recuperar Classis, el puerto de Rávena.
Hacia 587, Mauricio envió nuevos embajadores a solicitarle a Childeberto II atacar Italia. Por entonces, la hermana del rey franco, Ingundis, estaba en Constantinopla, así que accedió a la petición y una fuerza de francos y alamanes atacó el reino de Autario. Sin embargo, cuando los lombardos movilizaron un ejército para darles batalla se retiraron sin luchar. Autario respondió enviando al duque Ewino de Tridentum a atacar Istria, tomando un gran botín. Otros lombardos atacaron Amacina, donde el general Francio resistió por seis meses antes de capitular, permitiéndose a la guarnición retirarse con sus familias y posesiones a Rávena.
Se sabe que Autario había intentado comprometerse con Clodosvinta, hermana de Childeberto II, pero la reina madre franca, Brunegilda, se opuso a la unión de su hija con un arriano. Fue entonces que Mauricio convenció a Childeberto II de enviar un segundo ejército a Italia. Pero Autario consiguió derrotarlos en batalla, haciendo muchos prisioneros y forzando al resto a retirarse. Por entonces, Autario se comprometió con Teodolinda, hija de Garibaldo I, rey de los bávaros. La boda se produjo después de una invasión franca al reino de Garibaldo I, quien envió a su hija con los lombardos para sellar una alianza, el 15 de junio de 589.

### Guerra contra los francos
En el verano de 589, Childeberto II invadió nuevamente Italia pero con una fuerza mucho mayor. En su avance más de 20 duques lombardos traicionaron a su rey y se pasaron a los francos, destacando Odo, Cedino y Adovaldo, avanzando en dos columnas. El momento es aprovechado por el nuevo exarca de Rávena, Romano, para atacar la actual Emilia-Romaña, tomar Altinum, Mutina y Mantova, y lograr que los duques de Parma, Placentia y Reggium se le sometieran, enviando sus hijos como rehenes a Rávena. La columna de Adovaldo y otros 6 duques penetró por el oeste en dirección a Mediolanum, sufriendo solo algunas pérdidas en pequeñas escaramuzas, pero los lombardos no presentaron batalla y se retiraron a las ciudades fortificadas, y se atrincheraron. Otra fuerza, al mando de Cedino y otros 13 duques, entró por el Trentino y avanzó por el valle del Adigio, conquistando las fortalezas de Tesana, Maletum, Sermiana, Apianum, Fagitana, Cimbra, Vitianum, Bretonicum, Volaenes, Ennemase y Asuca hasta llegar a Verona, siendo sus habitantes esclavizados y las plazas quemadas. Solo Ferrugis se salvó por intercepción de los obispos Ingeniuno de Savio y Agnello de Tridentum, quienes les pagaron a los francos.
Sin embargo, no todas fueron buenas noticias para Constantinopla, el duque Odo atacó imprudentemente Bilitio, resultando muerto. Además, después de tres meses de campaña, el clima otoñal empezó a hacer mella en los francos, provocando enfermedades como la disentería, mientras el rey Autario se resguardaba en su capital Ticinum. Aprovechó para derrotar una columna franca enviada por Gontrán I en Asti. Luego, entendió que los bizantinos habían dispersado sus fuerzas intentando defenderse de los duques Zottón de Benevento y sobre todo Faroaldo I de Spoleto, quien había tomado Perusia en 580 e hizo colapsar el corredor entre Roma y Rávena. Los bizantinos fueron incapaces de unir fuerzas con los francos y cuando se produjo una gran inundación por las lluvias del 17 de octubre de ese año, los hambrientos francos se retiraron tras acordar la paz. Luego, el monarca lombardo envió una embajada a Gontrán I para firmar un tratado de paz entre ambos reyes y así detener las ambiciones de Childeberto II.

«estábamos ya en el momento de reunir nuestro ejército romano con los 20 000 de Cedino, apoyándolos con nuestros brulotes en el río, para asediar Ticinum y hacer prisionero al rey Autario, cuya captura habría sido el mayor premio por la victoria... fue para nuestra gran maravilla que descubrimos que ellos, sin consultar con nosotros, habían acordado una tregua de diez meses con los lombardos, abandonando la oportunidad de hacer botín, y con celeridad se retiraron del país».

A pesar de su éxito, el rey fue envenenado el 5 de septiembre de 590 en su capital. Su esposa decidió casarse con el duque Agilulfo de Taurinum en Laumellum, quien asumió la corona a inicios de noviembre, aunque solo fue aceptado cuando entró en Mediolanium en mayo siguiente.

## Consolidación del dominio lombardo y decadencia del bizantino

### Reinado de Agilulfo
Lo primero que hizo el entrante monarca fue firmar la paz con los francos, «necesidad más apremiante del estado lombardo». Se enviaron dos embajadas a Austrasia a cargo del duque Euin. En 591 Arechis I, el nuevo duque de Benevento, quien gobernaría esa región por medio siglo, atacó el ducado de Nápoles, asediando su capital y toma Capua, Venafro, Nola y ataca la región del Bruzio. También, entre 590 y 603 volvió a ejercer presión sobre los bizantinos, e incluso el duque Ariulfo de Spoleto logró cortar el pasillo terrestre que comunicaba directamente Roma y Rávena, aislando ambas ciudades al conquistar Camerium.
En 592, el exarca de Rávena, Romano, visita Roma y en su retorno recupera varias fortalezas del pasillo bizantino: Sutrium, Polimartium, Horta, Tuder, Ameria, Perusia, Luceolis y otras. Cuando Agilulfo se enteró, reunió un potente ejército y avanzó sobre Perusia, donde asedio al duque Mauricio, quien se había pasado al bando bizantino; el monarca capturó al noble y lo ejecutó sin vacilaciones, luego siguió hasta las puertas de Roma. El sumo pontífice evitó el saqueo de la ciudad pagando libras de oro y reconociendo a Agilulfo como rey de Italia y jefe de los arrianos. Para 593 la intervención del papa Gregorio Magno consiguió la firma una tregua y Agilulfo volvió a Ticinum. En 596 o 597 el exarca murió y su sucesor, Calinico, aceptó un tratado de paz. El pasillo bizantino se restableció mientras los lombardos se hacían con el control de Emilia; la tregua debía durar un año pero las circunstancias le dieron otra temporada más de existencia.
En 593 enfrentó la rebelión del duque Gaidulfo de Bérgamo. El rey lo asedio y el noble se sometió, huyendo con los bizantinos y volviendo a amotinarse en la isla de la Comacina con otros aristócratas sediciosos, como el duque Ulfar de Treviso. A la vez, una peste afectó Rávena, Gradus e Istria y el rey lombardo hizo las paces con los ávaros. También hubo una batalla contra los francos de Clotario II en el río Renus (es decir, el Reno o el Rin, varía según la interpretación de los eruditos) donde los francos perdieron 30 000 soldados. Al año siguiente Agilulfo los forzó a los duques rebeldes a rendirse y los condenó a muerte y firmó la paz con Teoderico II.
La paz se rompió en 601, cuando el duque Godescalco y su esposa, hija del rey lombardo, fueron tomados prisioneros en Parma por un ejército liderado por el exarca Calinico y enviados a Rávena, aprovechando una rebelión ducal. Agilulfo reaccionó rápidamente, destruyendo la ciudad bizantina de Patavium, cuya guarnición se defendió valientemente, y ejecutando a los nobles traidores. Al mismo tiempo, los lombardos, ávaros y eslavos lanzaron una campaña de saqueo feroz en Istria (aunque la región permaneció en manos bizantinas hasta 751). Hacia el 602 el Ateste, Aquae Patavinorum y Mons Selicis cayeron en manos lombardas; en consecuencia, Calinico fue reemplazado por el antiguo exarca Esmaragdo.
Poco después, Agilulfo reunió un ejército que incluía lombardos, eslavos y ávaros liderados por el rey avaro Bayán I. Juntos salieron de Ticinum en julio de 603 y pusieron sitio a Cremona, ciudad que se rindió el 21 de agosto, y poco después pasaba lo mismo con Mantua, el 13 de septiembre, conquistando toda la región Transpaduana y permitiendo a los enemigos rendidos retirarse a Rávena. En la campaña el fuerte de Vulturina, que se rindió, y el de Brexillus, cuya guarnición huyó prendiéndole fuego; al caer esta última, la propia Rávena se vio amenazada. El rey también consiguió liberar a su hija, que volvió a Parma con su familia pero murió en 604 dando a luz. Una tregua duró hasta noviembre de 604, cuando el duque lombardo de Lucca tomó Baleneus Regis y Urbs Vetus, forzando al exarca a pagar 12 000 sólidos por un tratado de paz que durará tres años.
Para acordar una paz definitiva, el rey envió a su secretario, Establiciano, a negociar personalmente con el emperador Focas en Constantinopla, donde recibió múltiples presentes y se confirmó el acuerdo logrado con Esmaragdo. Poco después, hacia el 606, el rey de los ávaros invadió Venetia y se enfrentó al duque Gisulfo II de Forum Julii. El noble reunió todos lombardos que pudo pero no consiguió derrotar a la inmensa horda y murió en combate. Los sobrevivientes se refugiaron con sus familias en la fortaleza de Forum Julii, incluyendo a la viuda del duque, Romilda, así como en muchas otras. La campiña fue devastada y los muchos cautivos fueron llevados a Panonia.
Años más tarde, el emperador Heraclio renovó el tratado de paz por un año más, mientras que los eslavos saquearon por su cuenta Istria. Posteriormente, en 616, el rey murió y fue sucedido por su joven hijo Adaloaldo, cuya madre, Teodelinda, hizo de regente. El ejército quedó al mando de Sundrarito, general de confianza de Agilulfo. Sin embargo, según Pablo el Diácono a los diez años de gobierno el joven rey perdió la razón y fue sustituido por el duque Arioaldo de Turín. La verdad es que hubo una fuerte oposición en los lombardos (arrianos) de aceptar el catolicismo como quería la reina madre. Esta acción era un intento de conciliación con los bizantinos e implícitamente significaba a renunciar a muchas de las conquistas logradas. Los nobles no lo aceptaron y se rebelaron en 624, derrocando al monarca dos años después. La reina madre fue exiliada pero después perdonada y volvió a la corte. Arioaldo también tuvo una actitud conciliadora con el papado.

### Contraofensivas bizantinas
Arioaldo murió en 636 y fue sucedido por el duque Rotario de Brescia. En 642 conquistó todas las ciudades bizantinas entre Luna y las tierras de los francos. También se hizo con Opitergium, Tarvisium y Forum Julii y venció a orillas del río Scultenna al exarca Platón de Rávena, matando a 8000 enemigos en el combate. En 652 murió y fue sucedido por su hijo Rodoaldo, quien fue asesinado poco después. Llegó al trono Ariberto I, hijo del duque Gundoaldo de Asti. Su reinado fue pacificó y murió en 661, legando el reino a sus hijos Godeberto (quien se asentó en Ticinum) y Pertarito (en Mediolanum). Sin embargo, pronto estalló el conflicto entre los hermanos, entonces Godeberto exigió al duque Grimoaldo I de Benevento unírsele para deponer a Pertarito. Cuando el noble se negó, envió al duque Garibaldo de Turin a castigarlo, pero ambos unieron fuerzas y dieron muerte a dicho rey y forzaron a huir a su hermano. Luego Grimoaldo I se hizo con el poder.
Poco después, los francos de Neustria invadieron desde el norte el reino. El rey lombardo reunió un ejército y realizó la siguiente estratagema: cuando sus enemigos atacaron fingió retirarse, abandonando su bagaje, especialmente el vino. Así, cuando los aparentes vencedores se hicieron con el botín empezaron a embriagarse para celebrar y cuando los lombardos contraatacaron en la noche los masacraron, dejando sólo unos pocos que lograron huir. El lugar de la batalla fue llamado Rivus Francorum, y se encuentra cerca de Rivoli. Aprovechando tales eventos, en 662, el emperador bizantino Constante II desembarcó en Tarentum en su plan de recuperar toda Italia. Para 663 atacó el ducado de Benevento y destruyó completamente Luceria. Sin embargo, Agerentia resistió su ofensiva gracias a sus poderosas defensas. Entonces decidió asediar Beneventum con todo su ejército hasta rendirla por hambre. El joven duque e hijo del rey lombardo, Romualdo I, quedó a cargo de la ciudad mientras enviaba a su tutor, Sesualdo, a pedir ayuda al monarca; muchos guerreros que acompañaron al tutor desertaron en el viaje y volvieron a sus casas.
Entre tanto, los bizantinos trataban de tomar por asalto la urbe con numerosas máquinas de asedio mientras la guarnición se defendía ferozmente. Fue entonces que se aproximaba el rey Grimoaldo I con una gran fuerza y para evitar que su hijo se rindiera antes de tiempo, envió a su tutor a anunciar su venida. Sin embargo, Sesualdo fue capturado por el enemigo y fue forzado a confesar que los lombardos se acercaban. Alarmado, Constante II ideó un engaño para forzar a Romualdo I a firmar un acuerdo y así volver victorioso a Neapolis. Se forzó a Sesualdo a aproximarse a las murallas de Beneventum a anunciarle el mensaje (falso) de que el rey no estaba cerca, pero cuando tuvo la ocasión el tutor le dijo: «¡Sea firme, amo Romualdo, tenga confianza y no se angustie, porque su padre pronto vendrá a ayudarlo. Para que sepa, él pasó la noche a orillas del río Sangrus con un poderoso ejército. Solo te ruego que tengas misericordia de mi esposa y mis hijos, porque estos malvados no me dejarán con vida». El emperador ordenó decapitar al tutor y arrojar su cabeza dentro de la ciudad mediante una catapulta. El joven duque hizo que le trajeran la cabeza, la besó llorando y ordenó que fuera enterrada en un ataúd digno. Ante la proximidad de un gran ejército, Constante II ordenó romper el asedio y retirarse a Neapolis. Sin embargo, durante el camino de vuelta fue vencido por el conde Mitola de Capua cerca del río Calor.
En Nápoles, el emperador encomendó al noble Saburro reconquistar Benevento, asignándole 20 000 soldados. El rey lombardo estaba en Beneventum y le advirtió a su hijo de no enfrentarse solo a tal fuerza, pero el duque Romualdo I le prometió una victoria. Ambos ejércitos se encontraron en Forinus, organizados en cuatro divisiones que hicieron tocar sus trompetas antes de cargar unos contra otros. Ambas líneas resistieron con obstinación, pero entonces un soldado imperial llamado Amalongo, quien portaba el contus, la lanza pesada y símbolo del emperador, fue ensartado por un guerrero llamado Gréculo. Esto aterrorizó a los bizantinos, que empezaron a huir en pánico y fueron masacrados. Solo unos pocos volvieron con Saburro a Neopolis. Historiadores modernos indican que el nombre Amalongo es de origen gótico y el de Gréculo sármata, lo que evidencia la presencia de mercenarios extranjeros en ambos ejércitos. La derrota supuso el fin de cualquier esperanza bizantina de recuperar Italia.
Después de la derrota, Constante II viajó a Roma, siendo la última oportunidad que un emperador visitó la Ciudad Eterna. Dándose cuenta de que la urbe no podía ser una capital imperial apropiada, el emperador se trasladó a Siracusa, que fue la sede imperial por el resto de su reinado (décadas antes, su abuelo Heraclio había pensado en trasladar la capital a Cartago ante la amenaza sasánida).
En 664 se rebeló el duque Lupo de Friuli. Aquel había sido duque desde el 645 o 661, dependiendo del erudito, y cuando el rey fue al sur a enfrentar al emperador quedó como regente del norte. Se alzó en armas y con un ejército tomó Gradus y Aquileia. Como el monarca estaba ocupado, tuvo que pedirle a su aliado, el rey Cagan de los ávaros, someterlo. Éstos aniquilaron a las fuerzas rebeldes y mataron a su líder en una batalla de cuatro días en Fluvius Frigidus, «río Frío», actual Hulj, forzándolos a refugiarse en fuertes y pedir la paz. Sin embargo, Grimoaldo I marchó de vuelta, desconfiando del éxito de su aliado.
Entonces, el nuevo duque Arnefrito de Friuli, hijo de Lupo, huyó a Carintia, donde reunió un ejército de eslavos y luego intento reconquistar su tierra, pero fue muerto por los lombardos cerca de Nemae, cerca de Forum Iulii. Sin embargo, los eslavos siguieron la marcha a dicha ciudad, mientras que el rey nombraba como nuevo duque de la región a un tal Wechtari, quien estaba en Ticinum. Este último salió secretamente de la ciudad con 25 guerreros y cuando los eslavos los vieron en el puente del río Natisio se rieron, pero al descubrir que se trataba del nuevo duque entraron en pánico y no pudieron defenderse cuando Wechtari cargó sobre ellos. Se dice que 5000 eslavos murieron en ese combate, número probablemente exagerado. La hija de Lupo, Teuderada, fue dada en matrimonio a Romualdo I, el hijo del rey.
Años antes, después de una guerra contra los ávaros, una horda de 9000 búlgaros fue expulsada de Panonia con sus familias, refugiándose en la actual Baviera. El rey franco Dagoberto I los masacró, escapando apenas 700 búlgaros (y sus familiares) con los wendos. Liderados por un «duque» llamado Alzeco, entraron pacíficamente en el Benevento en 666, donde pidieron ser recibidos por Grimoaldo I, quien los envió a servir a su hijo Romualdo I. Se instalaron en Sepinum, Bovianum, Isernia y otras ciudades. Alzeco fue nombrado gastaldius.
En 667, el rey Grimoaldo I volvió a la ofensiva, destruyendo la ciudad de Forum Populi, pasando a cuchillo a sus habitantes por insultarlo. Luego destruyó hasta sus cimientos la ciudad bizantina de Opitergium, donde habían asesinado a sus hermanos Taso y Cacco cuando él era joven. Luego dividió su territorio entre los habitantes de Forum Iulii, Tarvisium y Ceneta. Poco después, en 668, Constante II fue asesinado en Siracusa por Mececio, quien se proclamó emperador, pero el hijo del difunto, Constantino IV, dirigió una expedición que consiguió derrotarlo y matarlo. Grimoaldo I aprovechó de firmar un tratado de paz con los francos.
Grimoaldo I murió en 671 y fue sucedido por su hijo menor, Garibaldo, quien estuvo en el poder unos meses hasta ser derrocado por Pertarito, quien volvió de su exilio; al parecer, Romualdo I prefirió mantenerse como duque de Benevento. En 680 se firmaba un tratado de paz con Constantinopla, repartiéndose Italia. En 687 el duque Romualdo I conquistó las ciudades bizantinas de Tarentum y Brundisium, muriendo poco después. En 688 murió y fue sucedido por su hijo Cuniberto, pero se alzó el duque Alahis de Trento y Brescia, derrocando al monarca lombardo. Al año siguiente, en la batalla de Coronate, cerca de Lodi, el usurpador fue vencido y muerto, y Cuniberto recuperó el trono.

## Fin del conflicto

### Apogeo de los lombardos

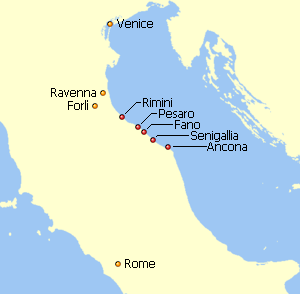
Mapa de la Pentápolis de la Italia bizantina. Las ciudades que la formaban aparecen en puntos rojos.

En 712 llegó al trono lombardo Liutprando, pero el duque Faroaldo II de Spoleto consiguió ocupar Civitas Classis, el puerto de Rávena, en 712 o 713, pero el monarca le ordenó retirarse y dejar a los bizantinos recuperar la ciudad. El rey deseaba mantener la paz conseguida de forma casi ininterrumpida desde 680, y cuando el duque se anexó algunas ciudades pertenecientes al papado también le hizo retirarse. Liutprando sólo volvió a la política expansionista de sus ancestros cuando los árabes asediaron Constantinopla, distrayendo completamente a sus rivales. Hacia 717 los lombardos conquistaron la urbe bizantina de Narnia, probablemente encabezados por Faroaldo II. Al mismo tiempo, el duque Romualdo II de Benevento conquistó la ciudad bizantina de Cumas. Finalmente, para 719 o 720, el hijo del duque, Trasamondo II, se rebeló contra su padre y le derrocó, posiblemente por considerarlo demasiado condescendiente a las órdenes del rey. El nuevo duque de Spolento se sometió al monarca hacia 727 y donó la iglesia Sancti Gethulii en Farfa.
Hacia el 725, Liutprando conquistó Corsira, isla bizantina pero con una débil guarnición, para impedir que los árabes se apoderaran de ella. También asedió Rávena y destruyó Classis, a lo que respondió el exarca Pablo enviando tropas a dar muerte al papa Gregorio II, pero los lombardos de Spolento consiguieron vencerlos en el puente de la Vía Salaria que pasa sobre el río Anio, mientras sus congéneres de la Toscana arrasaban las cercanías de Rávena. Después de la campaña sólo Venecia y Rávena siguieron fieles a Constantinopla, ciudad que se sumergía en el caos por la iconoclasia. En 726 o 727, estalló una revuelta en la propia Rávena, denunciándose al exarca y al emperador León III y derrocando a varios oficiales leales. Pablo intentó reunir tropas para sofocar la rebelión, pero fue asesinado en la lucha. Los habitantes alzados, victoriosos, discutieron sobre si nombrar un emperador propio y marchar sobre Constantinopla, pero el consejo del papa los disuadió. Finalmente, el exarca Eutiquio fue enviado a controlar la situación. Desembarcó en Neapolis y llamó a los ciudadanos leales a asesinar al papa. Sin embargo, los habitantes respondieron que defenderían a Gregorio II y lucharían por él. El exarca decidió empezar a negociar con los lombardos mientras que el papa seguía intentando preservar el dominio bizantino en Italia. En 728-729, la ofensiva lombarda prosiguió con la anexión de las fortalezas bizantinas de Feronianum, Mons Bellius, Buxeta, Persiceta, Bononia, el «Pentápolis» (actuales ciudades de Rímini, Pesaro, Fano, Sinigaglia y Ancona) y Auximum, todas en la Vía Emilia. Temporalmente, Liutprando se hizo con Sutrium pero terminó por devolverlo a manos imperiales. Se cree que muchas urbes lo hicieron voluntariamente, pidiendo protección para no verse involucradas en el conflicto entre el papado y los bizantinos.
Entonces Gregorio II se reunió con el victorioso rey y le convenció de abandonar su alianza con Eutiquio; poco después, el monarca conseguía la reconciliación entre el exarca y el papa. Hacia 730-731 estalló la rebelión de Tiberio Petasio, quien se proclamó emperador en Tuscia. Eutiquio no tenía soldados suficientes para vencer al usurpador, así que fue tuvo que pedir ayuda al papa. Por suerte, a Gregorio II no le gustaba León III pero tampoco quería emperadores rivales. Desde Roma se enviaron a varios obispos y combatientes, quienes derrotaron al rebelde y le dieron muerte.
El rey lombardo tuvo otro éxito hacia 737-738, cuando el duque Ratchis de Friuli invadió Carniola y conquistó a los eslavos que se habían instalado ahí. Sin embargo, el duque Trasamondo II tomaba la fortaleza de Gallese, rompiendo las comunicaciones entre Roma y Rávena. Esto llevó al noble a negociar con el papa Gregorio III, pactando una alianza para enfrentar al expansionismo de Liutprando, quien deseaba tomar Roma. El duque entregó Gallese al papado y el rey lombardo lo consideró una traición. Esto reinició la guerra entre lombardos y bizantinos, lo que llevó a la captura de Rávena, forzando al exarca a huir a las islas de Venecia. El noble bizantino consiguió el apoyo de la flota local, que recuperó la ciudad al mando del dux Orso Ipato.
Al mismo tiempo, hacia 739, llegó al poder en el ducado de Benevento el noble Godescalco, quien lo hizo sin el apoyo de la corona lombarda, por lo que unió a la alianza rebelde. En junio de ese año el rey avanzó al sur y Trasamondo II huyó a Roma. Liutprando exigió la entrega del noble, pero el papa se negó. La respuesta del rey lombardo fue saquear los alrededores de la ciudad y tomar las fortalezas de Ameria, Horta, Polimartium y Bieda. En agosto el ejército real se retiraba al norte pero tomaba posesión de las fortalezas permanentemente.
En consecuencia, el monarca nombraba a uno de sus fieles, Hilderico, como nuevo duque de Spolento. Sin embargo, en diciembre de 740 Trasamondo II recuperó su tierra con un ejército aportado por el Gregorio III y Godescalco. Hilderico fue asesinado y la rebelión contra Liutprando se reinició. El duque Trasamondo II se negó a devolver al papa cuatro fortalezas tomadas por el rey, lo que significó el fin de su alianza. En diciembre de 741 Gregorio III murió, permitiendo a su sucesor, Zacarías, iniciar negociaciones con Liutprando. A cambio de las fortalezas, las tropas del papado ayudaron al rey a someter al ducado rebelde. En 742 un ejército lombardo-papal salió desde Fanum Fortunae y Forum Simphronii; el duque Rachis y su hermano Astolfo formaron con sus propios guerreros la vanguardia y retaguardia de la fuerza. El duque rebelde debió huir a un monasterio y el rey instaló en su lugar a su sobrino Agripando. Entre tanto, el duque Godescalco intento huir a Constantinopla, pero fue asesinado por hombres fieles al monarca. Liutprando instaló en Benevento a otro de sus sobrinos, Gisulfo II, como duque. El nuevo duque de Spolento cumplió con el pacto y entregó formalmente las fortalezas en disputa al papado. Hacia 743 Liutprando marchó sobre Rávena, forzando a Eutiquio y a los nobles y jefes religiosos de la ciudad a solicitar ayuda al papa. Zacarías hizo una intensa actividad diplomática para disuadir al monarca de tomar la ciudad: «La visita del exarca rogándole al papa que lo salvara de los lombardos atestigua con más fuerza que cualquier otra cosa el debilitamiento total del exarcado y la transferencia efectiva de la autoridad en la Italia católica bizantina del gobernador imperial al papa».
El rey murió en 744 y de inmediato Trasamondo II expulsó o mató a Astolfo, pero para el año siguiente había sido reemplazado por un tal Lupo en circunstancias desconocidas.

### Caída de Rávena
Al cabo de unos meses después de la muerte de Liutprando, la corona recayó en el duque Rachis, quien combatió los intentos de ganar mayor autonomía por los duques de Benevento y Spoleto, consiguiendo vencer en 746 a Lupo. En cuanto a las relaciones con Constantinopla, el nuevo rey intentó mantener una política pacífica e incluso renunció a ciertas conquistas en el sur de Italia por intercesión del papa Zacarías. Aquel acto enfureció a los nobles lombardos, partidarios de una política más agresiva, y en 749 Rachis fue forzado a abdicar y se retiró a un monasterio; le reemplazó su hermano Astolfo.
El nuevo monarca reorganizó el ejército lombardo para acabar definitivamente con los bizantinos. Primero conquistó Comacchio y Ferrara e invadió Istria. Finalmente, en 751 conquistó Rávena. Así finalizó el exarcado y las únicas posesiones bizantinas en Italia fueron Sicilia y pequeñas partes del sur de la península.

## Consecuencias
El éxito de los lombardos fue la causa de su caída. El papado, técnicamente vasallo político de Constantinopla, como inicial sucesor obvio del Imperio Romano de Occidente, pero enfrentado con los emperadores orientales por la iconoclastia y aislado geográficamente en la Italia bárbara, buscó como protectores a los francos y por ello Zacarías apoyo a Pipino el Breve en 751, cuando se hizo con el trono franco. En 753, el papa Esteban II visitó a Pipino para solicitar ayuda contra los lombardos y un año después los francos cruzaban los Alpes y asediaban Ticinum, forzando a Astolfo a firmar un acuerdo de paz. Sin embargo, en cuanto Pipino se retiró, el monarca lombardo rompió su palabra y asedió Roma. En 756 Pipino volvió a invadir Italia y redujo a los lombardos a vasallos, forzándolos a pagar 12 000 sólidos y entregar numerosas conquistas al papa (los Estados Pontificios). A finales de ese año, Astolfo murió y Rachis intentó recuperar el trono pero fue vencido por Desiderio, quien tenía el apoyo de los francos y el papado, debiendo volver a la vida monástica; en tanto, los ducados de Benevento y Spolento recuperaron su autonomía.
La situación se mantuvo hasta 771, cuando Desiderio convenció a Esteban II se abandonar su alianza con los francos y aceptar su protección. Sin embargo, al año siguiente el papa murió  y fue sucedido por Adriano I, quien era favorable a los francos y exigió al rey lombardo cederle unas ciudades en la Romaña. Ante la negativa de Desiderio, se reinició la guerra y el nuevo rey franco, Carlomagno, invadió Italia en ayuda del papa. El 4 de junio de 774, Ticinum se rindió y los francos se anexaron el norte de la península. Fue el fin del reino fundado por Alboino dos siglos atrás.

«Así terminó la Italia lombarda, y nadie puede decir si esto fue, para nuestro país, una fortuna o una desgracia. Alboino y sus sucesores eran amos torpes, más torpes que Teodorico, siempre que hubieran sido bárbaros acampados en un territorio conquistado. Pero ahora se estaban asimilando con Italia y podían convertirla en una nación, como hacían los francos en Francia. Pero en Francia no estaba el Papa. En Italia, lo había».

### Primaria
Cada libro de algún historiador estará referenciado con números latinos y los capítulos y/o párrafos con números indo-arábigos. 
- Agatías. Historias. Libro V. Basado en traducción griego-inglés, introducción y notas por Joseph D. Frendo, Ed. Walter de Gruyter, 1975. ISBN 9783110033571.
- Anónimo. Libro Pontificial. Basado en traducción latín-inglés por Louise Ropes Loomis, Nueva York: Columbia University Press, 1916.
- Anónimo. Origen de la tribu de los lombardos. Digitalizado como Appendix II. (B) Langobard sources. Origo. en la traducción latín-inglés por William Dudley Foulke de Historia de los pueblos longobardos, edición de Edward Peters, University of Pennsylvania Press, pp. 325–352, 1907.
- Bonaventura Angeli. La historia della città di Parma et la descrittione del fiume Parma. Libro I, Parma: Erasmo Viotto, 1591.
- Códice diplomático longobardo del DLXVIII al DCCLXXIV. Edición latina con notas en italiano por el conde Carlo Troya, Nápoles: Stamperia reale, tomo I, 1852.
- Evagrio Escolástico. Historia eclesiástica. Digitalizado en Tertullian. Basado en traducción griego-inglés por Edward Walford, Londres: Samuel Bagster & Sons, 1846.
- Gregorio de Catino. Crónica farfense. Basado en edición latina de Ugo Balzani, Roma: Forzani & tipografi del Senato, 1913.
- Gregorio de Tours. Historia de los francos. Basado en traducción latín-inglés de Ernest Brehaut, Nueva York: Columbia University Press, 1916. Véase también versión latina digitalizada en The latin library.
- Gregorio Magno. Registro de epístolas. Digitalizado en New Advent. Libro V. Basado en traducción latín-inglés por James Barmby, editado por Philip Schaff y Henry Wace, volúmenes XII y XIII de Nicene and Post-Nicene Fathers. Búfalo: Christian Literature Publishing Co., 1895. Revisado, editado y digitalizado por Kevin Knight.
- Mario de Avenches. Crónica. Basado en edición latina por Wilhelm Arndt, Leipzig: Veit, 1878.
- Mauricio. Strategikon. Basado en traducción griego-inglés por George T. Dennis, Filadelfia: University of Pennsylvania Press, 2001. ISBN 9780812217728.
- Pablo el Diácono. Historia de los pueblos longobardos. Digitalizado por Archive. Basado en traducción latín-inglés por William Dudley Foulke, edición de Edward Peters, University of Pennsylvania Press, 1907. Véase también reimpresión de 2011. ISBN 9780812205589. También edición latina por Georg Waitz, Hannover: MGH SS rerum Langobardicarum et Italicarum, 1878. Digitalizado en Bibliaca Augustana. Véase también en Intra text.
- Procopio de Cesarea. Guerra vándala. Libros 3 y 4 de Historia de las guerras. Basada en traducción griego-español por Francisco Javier Gómez Espelosín. Asesoría de Carlos García Gual. Madrid: Editorial Gredos, 2000. ISBN 978-84-249-2276-4.
- Procopio de Cesarea. Historia Arcana. Edición latina en Perseus por Michael Krascheninnikov, Tartu: Mattiesen, volumen 5, 1899.
- PseudoFredegario. Crónica. Libro IV. Versión latina digitalizada en The Latin Library.
- Segundo de Trento. Escolio en Stuttgart. Biblioteca Estatal de Württemberg H. B., VI 113, f. 92 r. Es un fragmento de sus obras (aparece como F1) en The Fragmentary Latin Histories of Late Antiquity (AD 300-620): Edition, Translation and Commentary, edición latina y traducción al inglés por Lieve van Hoff & Peter van Nuffelen, Cambridge University Press, 2020. ISBN 9781108420273.
- Teófanes el Confesor. Crónica. Basado en traducción griego-inglés, introducción y comentarios por Cyril Mango & Roger Scott, asistencia de Geoffrey Greatrex, Oxford: Clarendon Press, 1997.

### Secundaria
- Azzara, Claudio (2009). L'Italia dei barbari. Boloña: il Mulino. En italiano. 978-88-15-08812-3.
- Bertolini, Paolo (1960). "Alboino, re dei Longobardi". Dizionario Biografico degli Italiani. Tomo II. Istituto della Enciclopedia italiana. En italiano.
- Borgolte, Michael (2008). Mittelalter in der größeren Welt: Essays zur Geschichtsschreibung und Beiträge zur Forschung. Walter de Gruyter. Editado por Tillmann Lohse & Benjamin Scheller. En alemán. ISBN 9783050064734.
- Capo, Lidia (1992). Commento. En Paolo Diacono, Storia dei Longobardi. Milán: Lorenzo Valla/Mondadori. En italiano. ISBN 88-04-33010-4.
- Chisholm, Hugh (1911). The Encyclopaedia Britannica: A Dictionary of Arts, Sciences, Literature and General Information. Encyclopaedia Britannica Company. En inglés.
- Christie, Neil (1998). The Lombards: The Ancient Longobards. Oxford: Wiley-Blackwell. En inglés. ISBN 0-631-21197-7.
- Collins, Roger (1991). Early Medieval Europe 300–1000. Londres: Macmillan. En inglés. ISBN 0-333-36825-8.
- Finlay, George (1857). Greece under the Romans, A historical view of the condition of the Greek nation from its conquest by the Romans until the extinction of the Roman power in the East, B.C. CXLVI to A.D. DCCXVI. Edimburgo: William Blackwood and sons. En inglés.
- Gasparri, Stefano (1990). "I longobardi: all origini del medioevo italiano". Revista Storia Dossier, núm. 42, Florencia: Giunti. En italiano. ISBN 88-09-76140-5.
- Hartmann, Ludo Moritz (1903a). Geschichte Italiens im Mittelalte. Volumen II, Parte 1. G. H. Wigand. En alemán.
- Hartmann, Ludo Moritz (1903b). Geschichte Italiens im Mittelalte. Volumen II, Parte 2. G. H. Wigand. En alemán.
- Hodgkin, Thomas (1895). The Lombard kingdom, 600-744. Tomo VI de Italy and Her Invaders. Clarendon Press. En inglés. Versión digitalizada en UChicago.
- Hodgkin, Thomas (1899). The Lombard Kingdom. Tomo VII de Italy and Her Invaders. Clarendon Press. En inglés.
- Humphries, Mark (2001). "Italy, A. D. 425–605". En Averil Cameron, Bryan Ward-Perkins & Michael Whitby (editor). Late Antiquity: Empire and Successors, A.D. 425-600. En The Cambridge Ancient History (CAH). Cambridge: Cambridge University Press, pp. 525-552. En inglés. ISBN 0-521-32591-9.
- Jarnut, Jörg (1995). Storia dei Longobardi. Turín: Einaudi. En italiano. ISBN 88-06-13658-5.
- Kiszely, István (1979). The Anthropology of the Lombards. Part 1. British Archaeological Reports. Traducción húngaro-inglés por Catherine Siman. ISBN 9780860540618.
- La Farina, Guiseppe. Storia d'Italia, narrata al Popolo Italiano. Vols. 1-4, Florencia: Poligrafia Italiana, 1846. Recopilada en inglés en The Westminster and Foreign Quarterly Review, núm. XLIX, abril 1848, Londres: George Luxford, pp. 512-522.
- Lane, Frederic C. (1991). Storia di Venezia. Turín: Einaudi. En italiano. ISBN 88-06-12788-8.
- Louth, Andrew (2005). "The Eastern Empire in the Sixth Century". En Paul Fouracre (editor). The New Cambridge Medieval History, c.500-c.700. Tomo I. Cambridge: Cambridge University Press, pp. 93-117. En inglés.
- Luttwak, Edward (2009). La grande strategia dell'Impero bizantino. Milán: Rizzoli. En italiano. ISBN 978-8817037419.
- Madden, Thomas F. (2004). "Aquileia". En Christopher Kleinhenz (editor). Medieval Italy: an encyclopedia. Tomo I. Nueva York: Routledge, pp. 44–45. En inglés. ISBN 0-8240-4789-3.
- Martindale, John R., editor (1992). Prosopography of the Later Roman Empire: A.D. 527–641. Tomo III. Cambridge: Cambridge University Press. En inglés. ISBN 978-0-521-20160-5.
- Menghin, Wilfried (1985). Die Langobarden. Archäologie und Geschichte. Stuttgart: Konrad Theiss & Verlag. En alemán. ISBN 9783806203646.
- Montanelli, Indro & Roberto Gervaso (1965). L'Italia Dei Secoli Bui: Il Medio Evo Sino Al Mille. Milán: Rizzoli. En italiano.
- Moorhead, John (2005). "Ostrogothic Italy and the Lombard invasions". En Paul Fouracre (editor). The New Cambridge Medieval History: c. 500 – c. 700. Tomo I. Cambridge: Cambridge University Press, pp. 140–162. En inglés. ISBN 0-521-36291-1.
- Ostrogorsky, Georg (1993). Storia dell'impero bizantino. Turín: Einaudi. En italiano. ISBN 88-06-13178-8.
- Overy, Richard (2010). The Times: Complete History of the World. Londres: Times Books. En inglés. ISBN 978-0007315697.
- Palmieri, Stefano (1996). "Duchi, Principi e Vescovi nella Longobardia meridionale". En Giancarlo Andenna & Giorgio Picasso (editores). Longobardia e longobardi nell'Italia meridionale: le istituzioni ecclesiastiche. Milán: Vita e Pensiero, pp. 43–99. En italiano. ISBN 88-343-0496-9.
- Pohl, Walter (1997). "The Empire and the Lombards: treaties and negotiations in the sixth century". En Kingdoms of the Empire: the integration of barbarians in late Antiquity. Leiden: Brill, pp. 75–134. En inglés. ISBN 90-04-10845-9.
- Pohl, Walter (2008). "Die Langobarden zwischen Elbe und Italien". En Die Langobarden. Das Ende der Völkerwanderung. Katalog zur Ausstellung im Rheinischen LandesMuseum Bonn 22. 8. 2008 – 11. 1. 2009. Darmstadt: Primus, pp. 23–33. En alemán.
- Priester, Karin (2004). Geschichte der Langobarden: Gesellschaft, Kultur, Alltagsleben. Theiss. En alemán. ISBN 9783806218480.
- Ravegnani, Giorgio (2004). I Bizantini in Italia. Boloña: Il Mulino. En italiano. ISBN 8815096906.
- Richards, Jeffrey (1979). The Popes and the Papacy in the Early Middle Ages, 476–752. Londres: Routledge. En inglés. ISBN 0-7100-0098-7.
- Rovagnati, Sergio (2003). I Longobardi. Milán: Xenia. En italiano. ISBN 88-7273-484-3.
- Schutz, Herbert (2001). Tools, Weapons and Ornaments: Germanic Material Culture in Pre-Carolingian Central Europe, 400–750. Leiden: Brill. En inglés. ISBN 90-04-12298-2.
- Stratos, Andreas Nikolaou (1978). Byzantium in the Seventh Century: 668-685. Adolf M. Hakkert. En inglés. ISBN 9789025607487.
- Tobacco, Giovanni (1989). The Struggle for Power in Medieval Italy: Structures and Political Rule. Cambridge: Cambridge University Press. En inglés.
- Todd, Malcolm (2009). The Early Germans. John Wiley & Sons. En inglés. ISBN 9781405137560.
- Treadgold, Warren T. (1995). Byzantium and Its Army, 284-1081. Stanford University Press. En inglés. ISBN 9780804731638.
- Treadgold, Warren T. (2005). Storia di Bisanzio. Boloña: Il Mulino. En italiano. ISBN 9788815098238.
- Whitby, Michael (2000). "The successors of Justinian". En Averil Cameron, Bryan Ward-Perkins & Michael Whitby (editor). Late Antiquity: Empire and Successors, A.D. 425-600. En The Cambridge Ancient History (CAH). Cambridge: Cambridge University Press, pp. 86–112. En inglés. ISBN 0-521-32591-9.
- Wickham, Chris (1989). Early Medieval Italy: Central Power and Local Society 400–1000. Ann Arbor: University of Michigan Press. En inglés. ISBN 0-472-08099-7.
- Wolfram, Herwig (1997). The Roman Empire and Its Germanic Peoples. Berkeley: University of California Press. En inglés. ISBN 0-520-24490-7.

- Datos: Q3778771